# (3715) Štohl
(3715) Štohl es un asteroide perteneciente al cinturón de asteroides, descubierto el 19 de febrero de 1980 por Antonín Mrkos desde el Observatorio Kleť, České Budějovice, República Checa.

## Designación y nombre
Designado provisionalmente como 1980 DS. Fue nombrado Štohl en honor al astrónomo eslovaco Ján Stohl.